# Адам Асанов
Адам Асанов (на полски: Adam Asanow) с псевдоним Асан (роден през 1977 г. в Жешов) е полски певец на музикална група Piersi от български произход.
В началото на своята кариера е бил вокалист на Haratacze. През март 2013 г. се присъединява към групата Piersi. През същата година, през месец октомври е издаден първият албум на Piersi с Асанов – „Piersi i przyjaciele 2“, която достига до златна плоча, а през 2014 г. е издаден и следващ албум озаглавен Балканика.